# 安德森大学
安德森大学（Anderson University）是一所私立综合性大学，位于美国南卡罗来纳州安德森，隶属于南卡罗来纳州浸信会联会。该大学授予大约60个学习领域的学士，硕士和博士学位。
该校成立于1911年，最初名为安德森学院，为约翰逊女子神学院的继承者。它最初是一所女子学校，直到1931年，2006年更名为安德森大学。安德森大学由九个学院组成：艺术、文理学院、商业、基督教研究、教育、健康、室内设计，护理以及公共服务与公共行政。

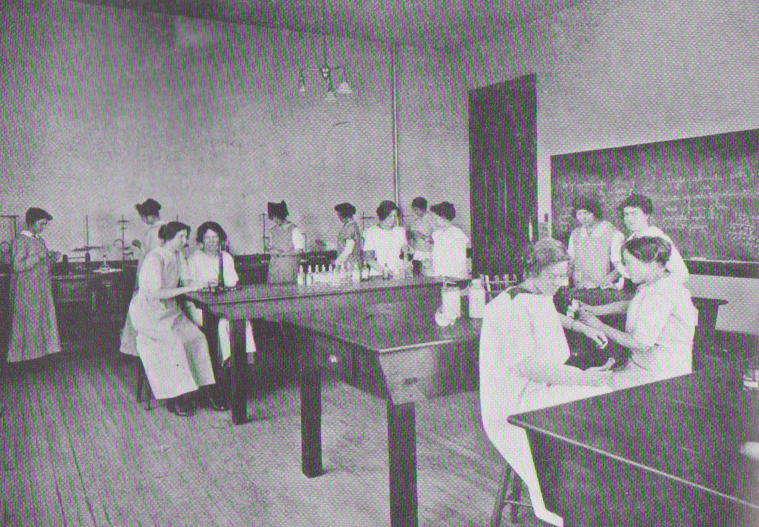
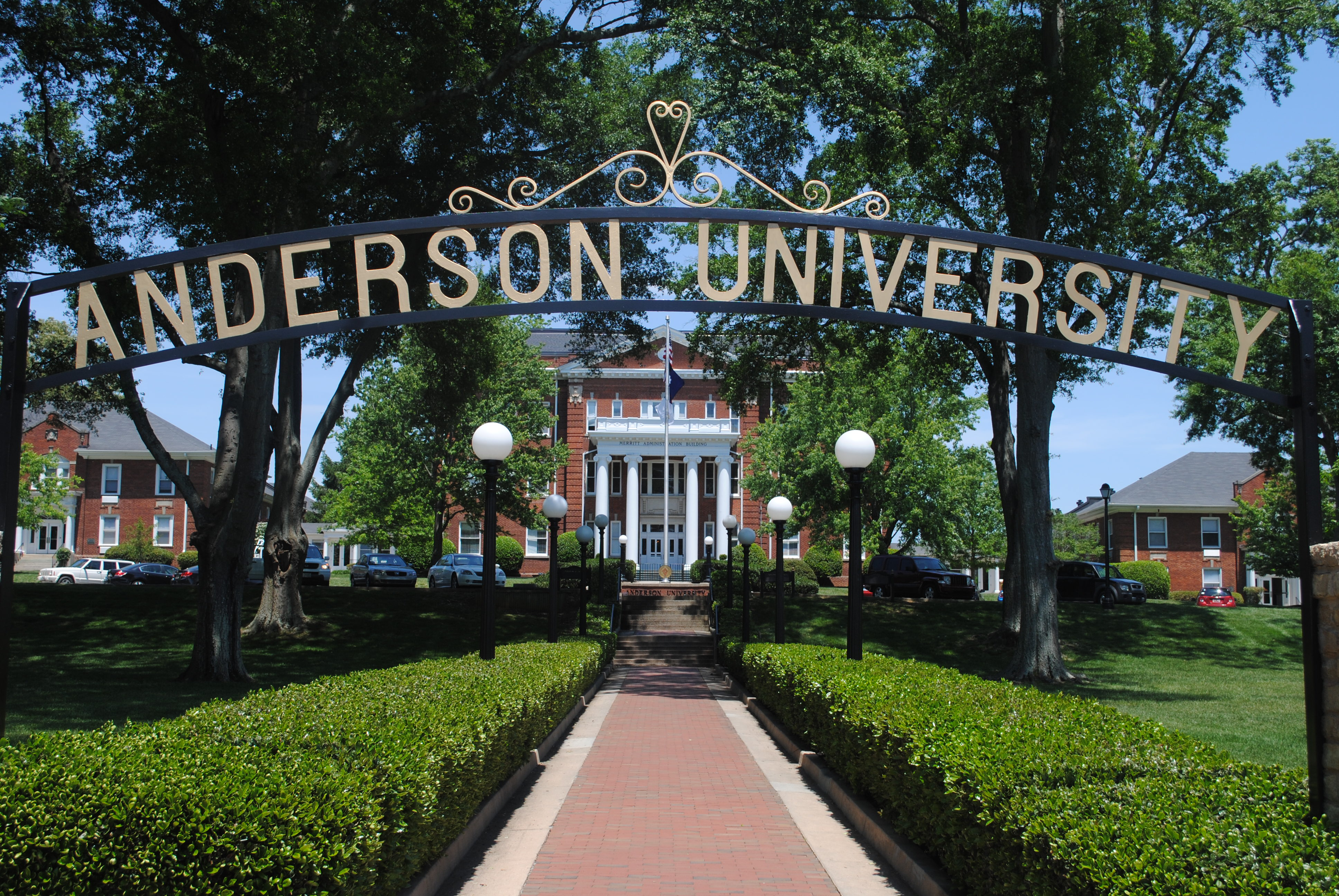
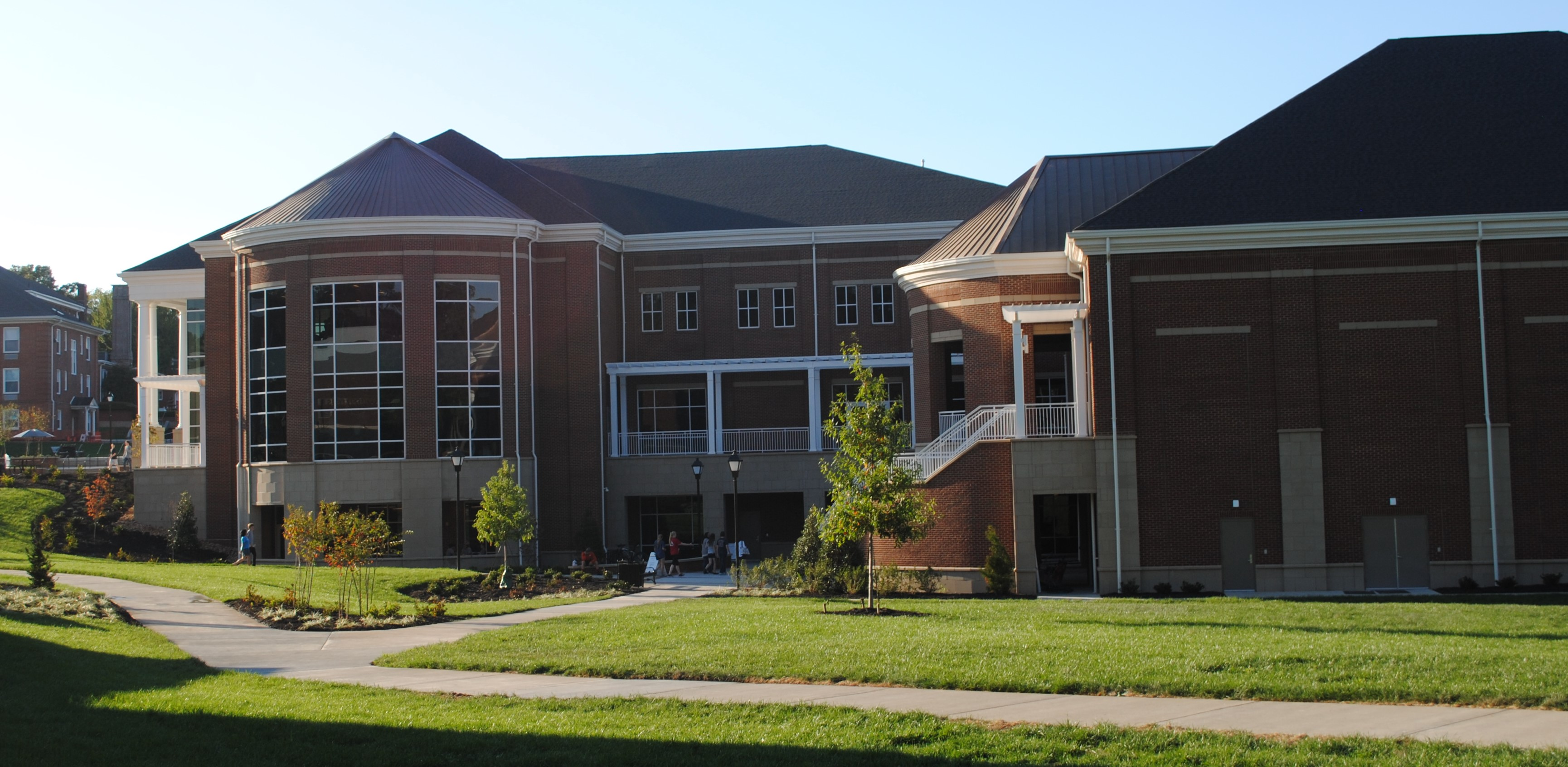
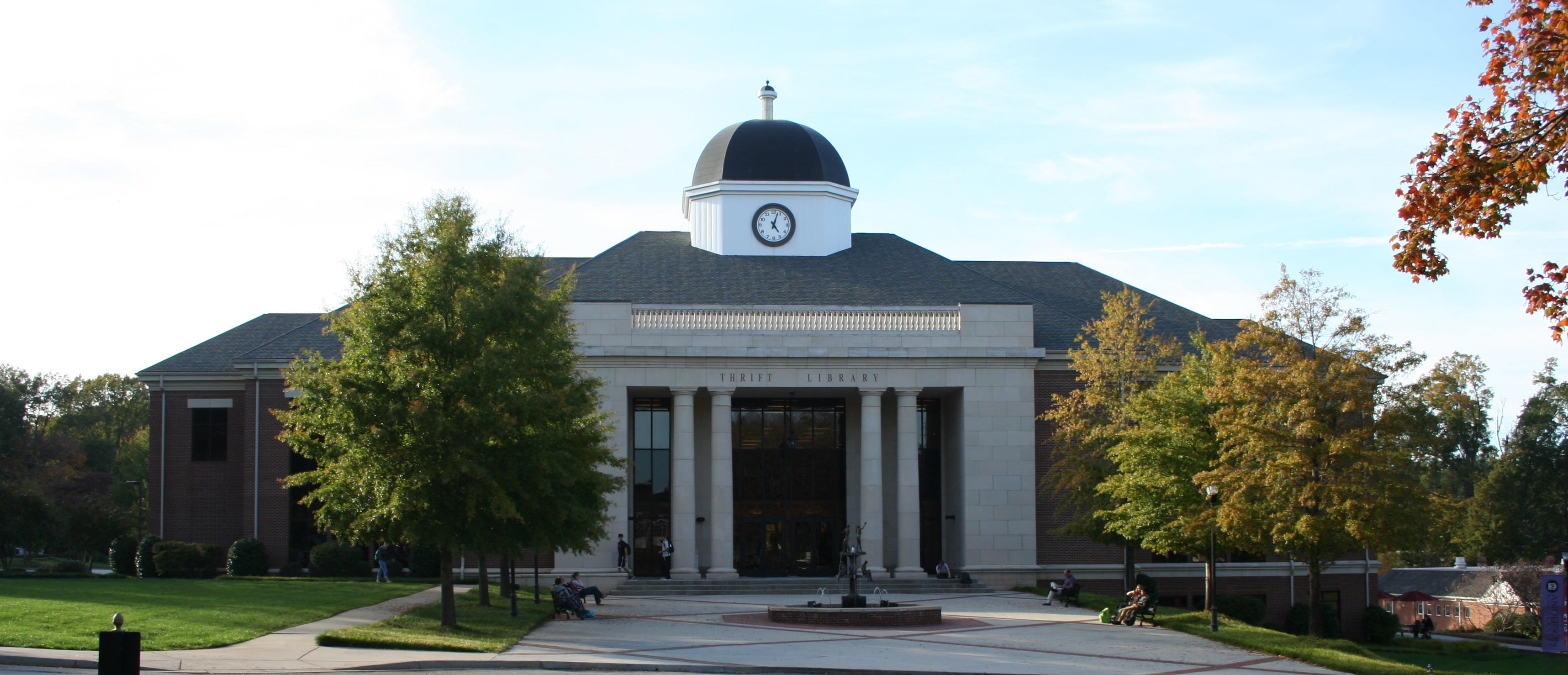
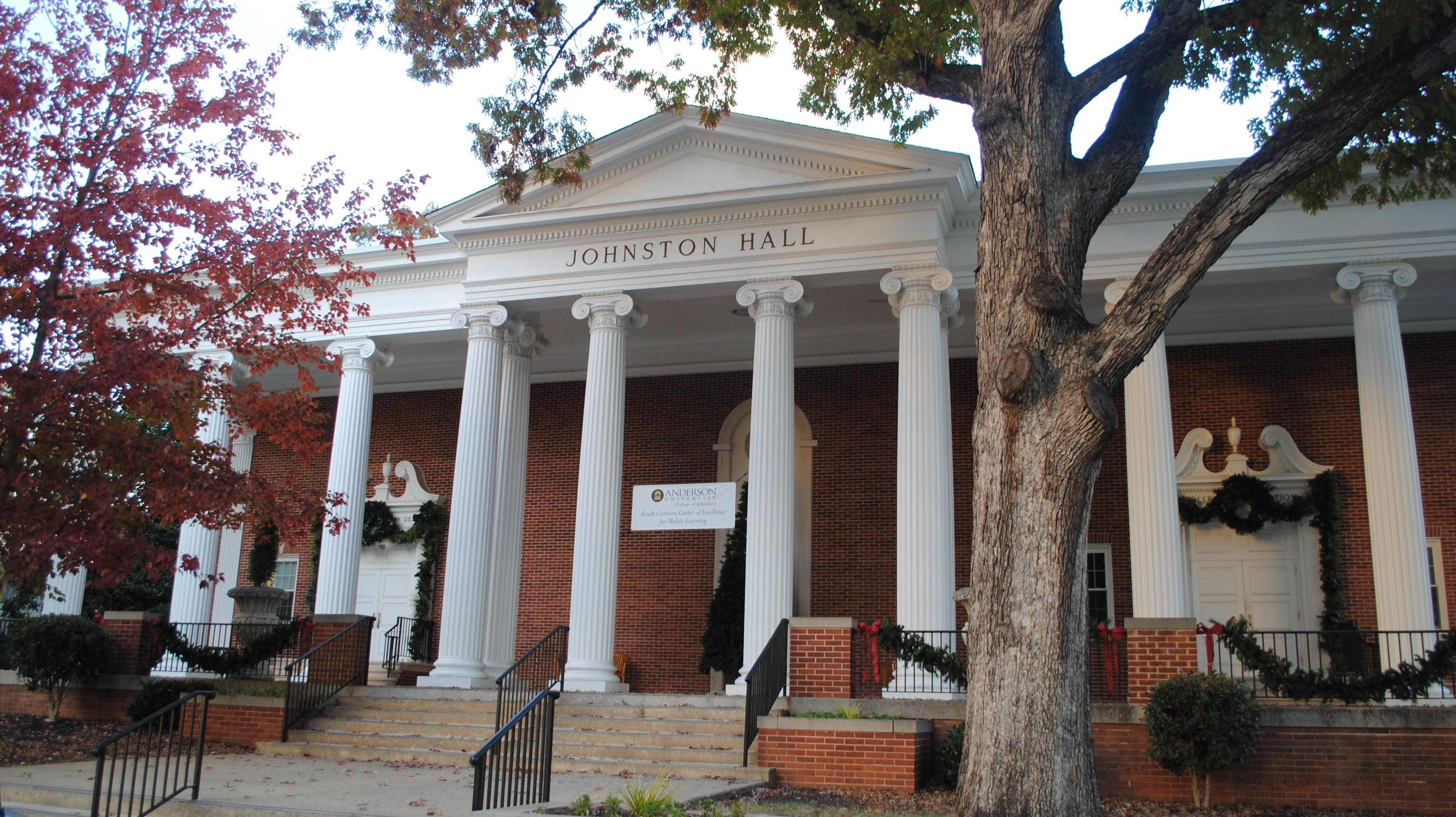
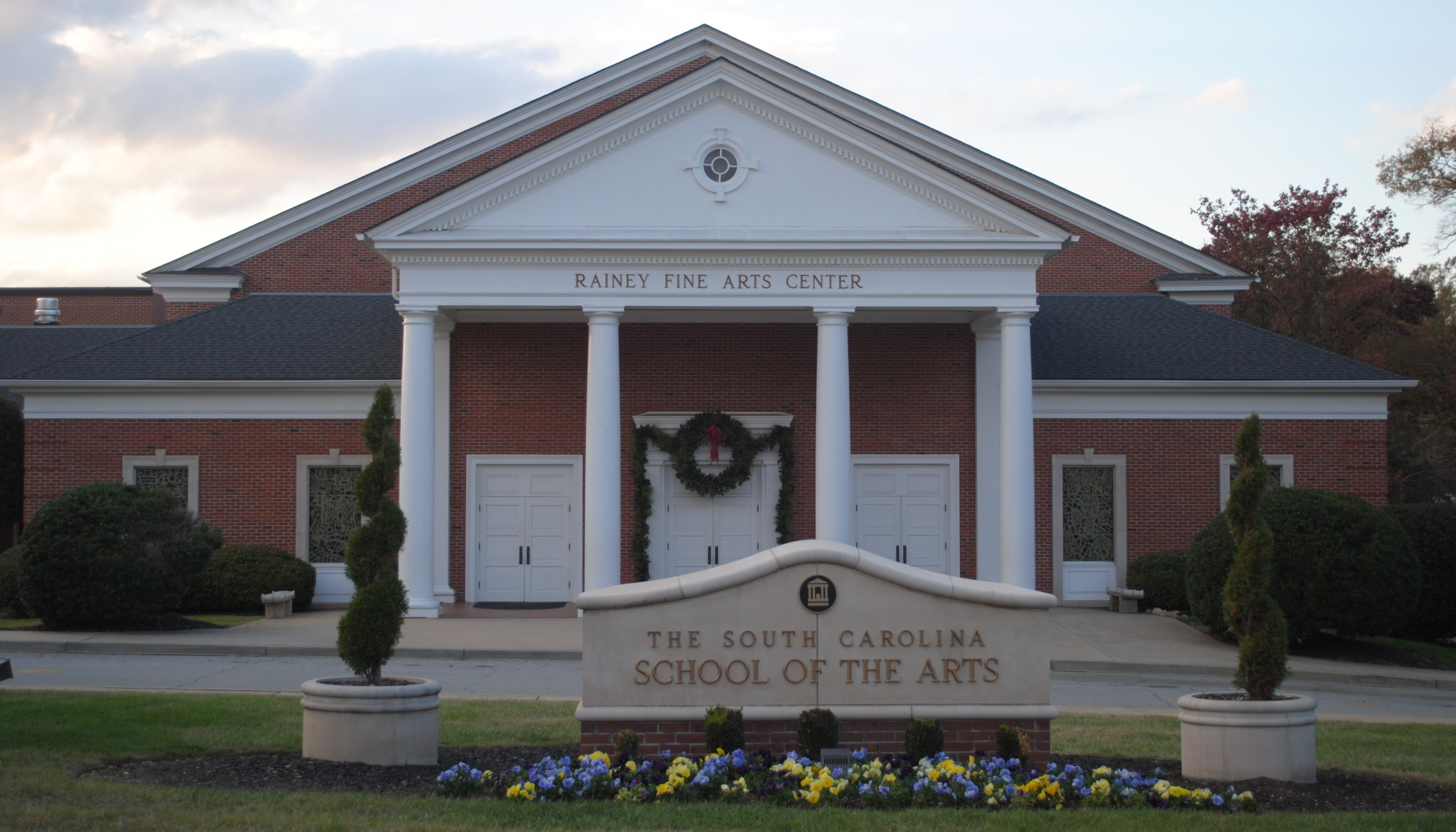
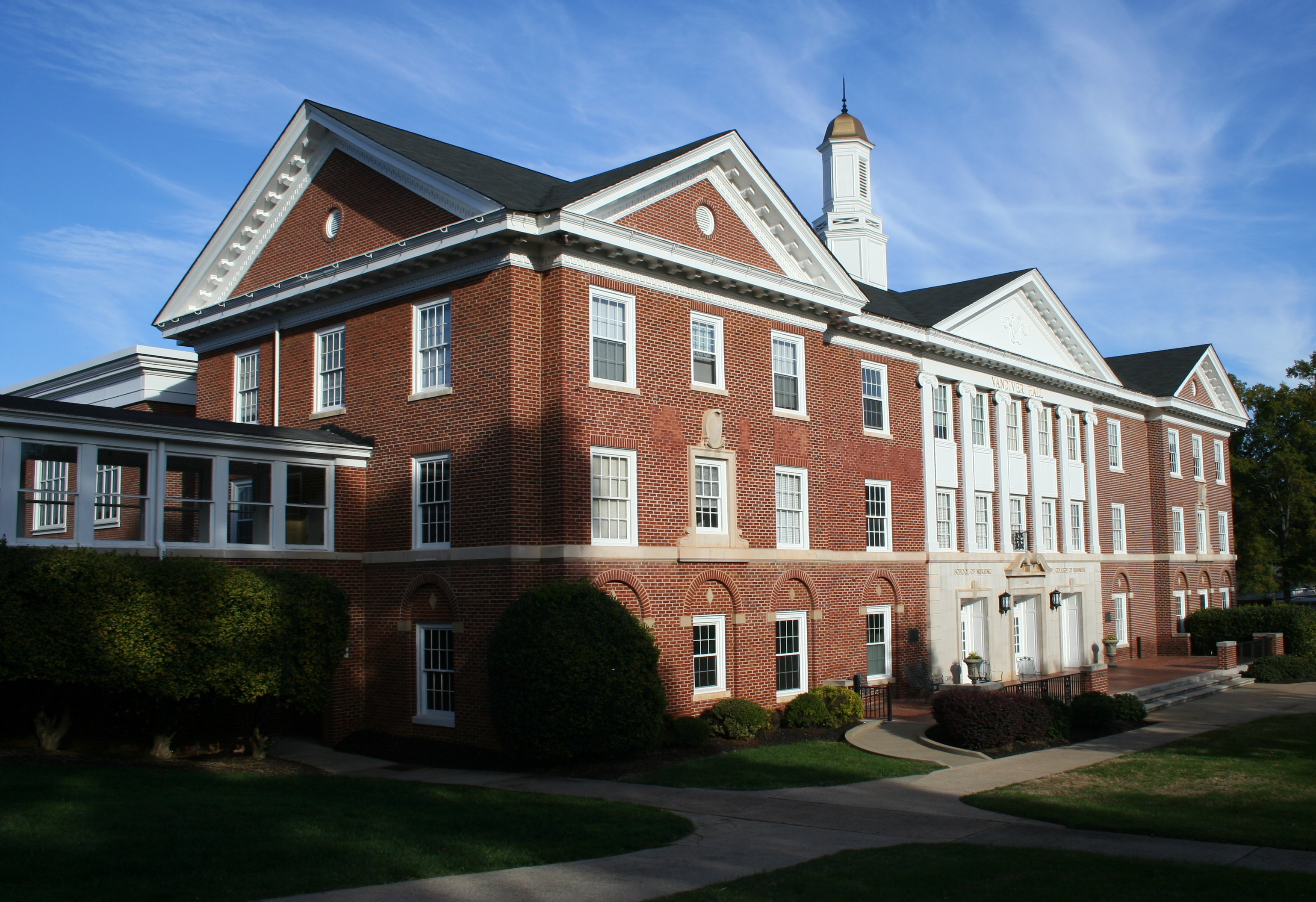
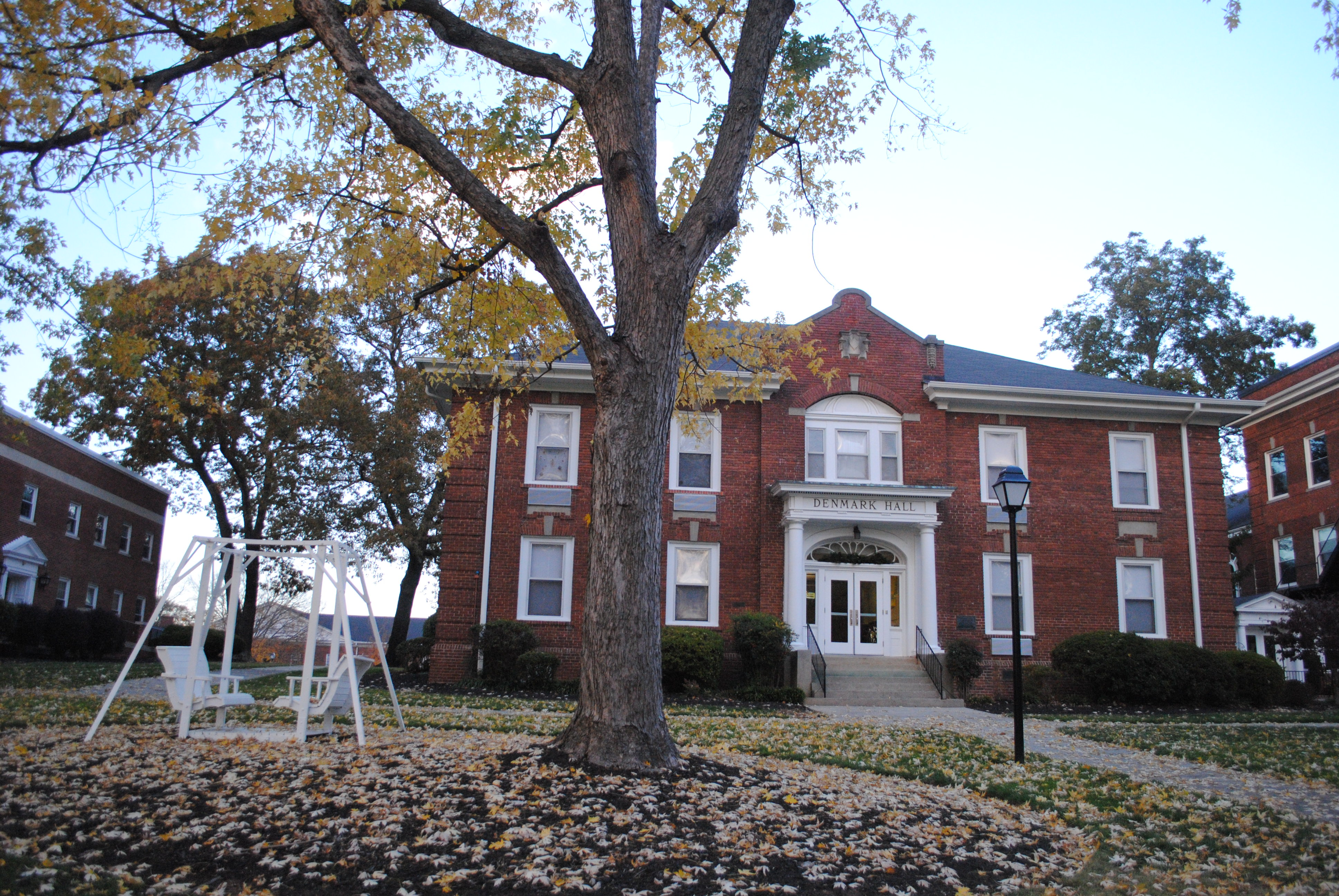

## 外部連結
- Official website （页面存档备份，存于）
- Official athletics website （页面存档备份，存于）